# Fangatau
Fangatau, auch Nakai-erua genannt, ist ein kleines Atoll des Tuamotu-Archipels in Französisch-Polynesien. Das Atoll länglicher Form ist 8 km lang, 3,5 km breit und weist eine Landfläche von 6 km² auf. Die etwa 11 km² große Lagune des Atolls hat keinen Zugang zum Meer. Administrativ gehört Fangatau zur gleichnamigen Gemeinde, zu der auch das benachbarte Atoll Fakahina gehört.
Fangatau hat 121 Einwohner, die vor allem den Hauptort Teana bewohnen. Das Flugfeld der Insel wurde 1978 eröffnet.

## Geschichte
Das Atoll wurde am 10. Juli 1820 vom deutschbaltischen Admiral Fabian Gottlieb von Bellingshausen entdeckt, welcher das Atoll Araktschejew nannte.
Am 4. August 1947 war das Atoll nach Puka-Puka die zweite Landsichtung der Kon-Tiki Expedition nach dem Aufbruch von der peruanischen Küste 99 Tage zuvor. Auf Grund der fehlenden Manövrierfähigkeit des Floßes konnte die Mannschaft um Thor Heyerdahl aber nicht landen. 